# Drisina glutinosa
Drisina glutinosa är en tvåvingeart som beskrevs av Alfred Giard 1893. Drisina glutinosa ingår i släktet Drisina och familjen gallmyggor. Inga underarter finns listade i Catalogue of Life.